# Železniční nehoda v Deštnici
Železniční nehoda v Deštnici je mimořádná událost, ke které došlo 2. května 1966 v obci Deštnice ležící v okrese Louny v severozápadních Čechách. Zpožděný vlak na zdejším přejezdu smetl nákladní vůz se studenty pražské střední školy strojní mířícími na chmelovou brigádu. Neštěstí si vyžádalo deset mrtvých a třicet sedm zraněných. Čtyři lidé byli následně odsouzeni za svůj podíl na nehodě.

## Příčiny
Před 17. hodinou mělo být 48 studentů Střední průmyslové školy strojní z pražské Masné ulice odvezeno na korbě nákladního automobilu z Deštnice do Velké Černoci, kde měli během své chmelové brigády zajištěné ubytováni. V 17.30 opustil strážní domek u železničního přejezdu závorář Josef Kostka. Kvůli osobnímu sporu s Marií Hajnou, která ho ve službě střídala, se Kostka rozhodl odejít dříve zadním vchodem tak, aby se s ní nemusel potkat. Nemohl jí tak říct o zpožděné lokomotivě mířící k přejezdu. Zpoždění nezapsal ani do provozní knihy. Hajná se tak domnívala, že lokomotiva ze směru Milostín už podle jízdního řádu projela, a proto nespustila závory.

## Průběh nehody
K nehodě došlo krátce po 18. hodině, kdy automobil přejížděl přejezd a v tu chvíli do něj narazila rozjetá lokomotiva. Většina studentů byla katapultována ven z korby do kolejiště a na přilehlý svah.
Závorářka utrpěla silný šok a nebyla sama schopna telefonem ze strážního domku zavolat pomoc. Záchrany se tak ujali místní občané a náhodní projíždějící lidé. Podle očitých svědků jeden řidič odmítl naložit zraněné děti z obavy, že by si zašpinil vnitřek svého automobilu. Jiní pouze přihlíželi. Antonín Korec, jeden z pomáhajících, který nehodu viděl ze svého domu nakonec zavolal ze strážního domku službu v Žatci a nehodu ohlásil. Nehledě na obsah jeho hlášení byl odmítnut s tím, že jako nepovolaná osoba nesmí služební telefon používat.
Jako první na místo nehody dorazil příslušník Veřejné bezpečnosti, který začal s vyšetřováním i přesto, že zde bylo ještě množství zraněných. Až několik minut po něm dorazila první sanitka a začala s jejich transportem do nemocnice.

## Oběti nehody
- Josef Bastl
- Pavel Jiruška
- Vítězslav Křemeček
- Josef Michálek
- Jaroslav Mužík
- Jan Opatrný
- Adolf Pistorius, nadějný hokejista[1]
- Josef Průša
- Zdeněk Růžička
- Milan Šimek

## Viníci nehody
Z trestného činu obecné ohrožení byli obviněni:
- Josef Kostka – závorář, který nezapsal a neohlásil zpoždění vlaku. Později spáchal sebevraždu.
- Marie Hajná – závorářka, která nespustila závory a neohlásila nehodu. Skončila v psychiatrické nemocnici.[2]
- Vladimír Halaburd – strojvedoucí vlaku viněn z toho, že příjezd k železničnímu přejezdu nesignalizoval houkáním. Při soudním procesu odmítl obhájce a nakonec byl zproštěn viny.
- Řidič nákladního automobilu, zaměstnanec rakovnického zemědělského družstva – nezpomalil před vjezdem na přejezd.
- Topič lokomotivy – přiznal, že si krátce před nárazem do automobilu stojícího vozidla na přejezdu všiml.

Čtyři viníci byli odsouzeni k nepodmíněným trestům v rozmezí osmnácti měsíců až pěti let. Železničáři se během rekonstrukce snažili svalit vinu na řidiče nákladního automobilu tím, že před zahájením rekonstrukce odstranili porost v okolí přejezdu, aby prokázali, že měl v době neštěstí dobrý výhled na trať.

## Ohlas vmédiích
Dobový tisk politoval oběti nehody a neopomněl vyzdvihnout bezchybný průběh záchranných prací. Ve skutečnosti měli na záchraně zraněných největší podíl náhodní svědci.
Nehodě v Deštnici je věnován jeden z dílů dokumentární série České televize Osudové okamžiky s názvem „Deštnice 1966“.